# 1988年夏季奥林匹克运动会射击比赛
1988年夏季奥林匹克运动会射击比赛在韩国汉城举行。这是10米空气手枪项目的首届比赛，也是50米移动靶项目的最后一届比赛，50米移动靶项目后来被10米移动靶项目取代。这也是奥运会射击比赛首次为前8名（有时为6名）选手设立决赛。

## 奖牌榜

### 各国家和地区奖牌榜
| 排名 | 国家／地区          | 金牌 | 银牌 | 铜牌 | 總數 |
| ---- | ------------------- | ---- | ---- | ---- | ---- |
| 1    | 苏联（URS）         | 4    | 1    | 6    | 11   |
| 2    | 南斯拉夫（YUG）     | 2    | 0    | 1    | 3    |
| 3    | 西德（FRG）         | 1    | 1    | 1    | 3    |
| 4    | 保加利亚（BUL）     | 1    | 1    | 0    | 2    |
| 4    | 捷克斯洛伐克（TCH） | 1    | 1    | 0    | 2    |
| 4    | 东德（GDR）         | 1    | 1    | 0    | 2    |
| 4    | 英国（GBR）         | 1    | 1    | 0    | 2    |
| 8    | 挪威（NOR）         | 1    | 0    | 0    | 1    |
| 8    | 罗马尼亚（ROU）     | 1    | 0    | 0    | 1    |
| 10   | 中国（CHN）         | 0    | 1    | 1    | 2    |
| 11   | 智利（CHI）         | 0    | 1    | 0    | 1    |
| 11   | 法国（FRA）         | 0    | 1    | 0    | 1    |
| 11   | 日本（JPN）         | 0    | 1    | 0    | 1    |
| 11   | 韩国（KOR）         | 0    | 1    | 0    | 1    |
| 11   | 瑞典（SWE）         | 0    | 1    | 0    | 1    |
| 11   | 美国（USA）         | 0    | 1    | 0    | 1    |
| 17   | 匈牙利（HUN）       | 0    | 0    | 2    | 2    |
| 18   | 比利时（BEL）       | 0    | 0    | 1    | 1    |
| 18   | 西班牙（ESP）       | 0    | 0    | 1    | 1    |
| 总计 | 总计                | 13   | 13   | 13   | 39   |

### 男子
| 项目         | 金牌                              | 银牌                   | 铜牌                      |
| 10米空气手枪 | Tanyu Kiryakov（保加利亚）        | Erich Buljung（美国）  | 许海峰（中国）            |
| 10米空气步枪 | 戈兰·马克西莫维奇（南斯拉夫）     | 尼古拉·贝特洛（法国）  | 约翰·里德雷尔（西德）     |
| 50米手枪     | 索林·巴比（罗马尼亚）             | 朗纳·斯卡诺克（瑞典）  | Igor Basinski（苏联）     |
| 25米快射手枪 | Afanasijs Kuzmins（苏联）         | 拉尔夫·舒曼（东德）    | 科瓦奇·佐尔坦（匈牙利）   |
| 50米步枪三姿 | 马尔科姆·库珀（英国）             | 阿利斯特·艾伦（英国）  | Kirill Ivanov（苏联）     |
| 50米步枪卧射 | 米罗斯拉夫·瓦尔加（捷克斯洛伐克） | Cha Young-chul（韩国） | Attila Záhonyi（匈牙利）  |
| 50米移动靶   | 托尔·黑斯塔（挪威）               | 黄世平（中国）         | Gennadi Avramenko（苏联） |

### 女子
| 项目         | 金牌                        | 银牌                        | 铜牌                         |
| 10米空气手枪 | 亚斯娜·舍卡里奇（南斯拉夫） | 妮诺·萨卢克瓦泽（苏联）     | Marina Dobrantcheva（苏联）  |
| 10米空气步枪 | Irina Shilova（苏联）       | 西尔维娅·施佩贝尔（西德）   | Anna Maloukhina（苏联）      |
| 25米手枪     | 妮诺·萨卢克瓦泽（苏联）     | 长谷川智子（日本）          | 亚斯娜·舍卡里奇（南斯拉夫）  |
| 50米步枪三姿 | 西尔维娅·施佩贝尔（西德）   | Vesela Letcheva（保加利亚） | Valentina Cherkasova（苏联） |

### 混合
| 项目       | 金牌                    | 银牌                                  | 铜牌                      |
| 定向飞靶   | 阿克塞尔·韦格纳（东德） | 阿方索·德伊鲁阿里萨加（智利）         | 豪尔赫·瓜迪奥拉（西班牙） |
| 不定向飞靶 | Dmitry Monakov（苏联）  | 米洛斯拉夫·贝德纳日克（捷克斯洛伐克） | Frans Peeters（比利时）   |

## 参赛国家
| - 阿根廷（3） - （12） - 奥地利（11） - 比利时（6） - 巴西（4） - 保加利亚（6） - 加拿大（13） - 智利（1） - 中国（20） - 中华台北（3） - 哥伦比亚（3） - 哥斯达黎加（1） - 塞浦路斯（1） - 捷克斯洛伐克（14） - 丹麦（6） - 东德（15） - 厄瓜多尔（2） |  | - 埃及（2） - 芬兰（9） - 法国（19） - 英国（8） - 希腊（2） - 危地马拉（1） - 香港（1） - 匈牙利（15） - 印度（1） - 印度尼西亚（1） - 以色列（2） - 意大利（13） - 日本（14） - （1） - 列支敦士登（1） - 卢森堡（2） |  | - 马来西亚（1） - 墨西哥（3） - 摩纳哥（1） - 蒙古（3） - 尼泊尔（1） - 荷兰（5） - （1） - 新西兰（4） - 挪威（6） - 阿曼（1） - 秘鲁（3） - 波兰（6） - 葡萄牙（2） - 波多黎各（2） - （1） - 罗马尼亚（3） - 圣马力诺（2） |  | - 沙特阿拉伯（1） - 新加坡（1） - 韩国（22） - 苏联（23） - 西班牙（8） - 斯里兰卡（2） - 瑞典（15） - 瑞士（9） - 泰国（3） - 土耳其（2） - 美国（24） - （1） - 越南（1） - 西德（18） - 南斯拉夫（6） - 津巴布韦（2） |